# La signora col taxi
La signora col taxi (Die schnelle Gerdi per la prima stagione; Die schnelle Gerdi und die Hauptstadt per la seconda) è una serie televisiva tedesca in 12 episodi trasmessa nel corso di 2 stagioni: la prima nel 1989 e la seconda nel 2004.
È una serie di genere drammatico ambientata a Monaco di Baviera (Germania) e incentrata sulle vicende di Gerdi Angerpointner, una tassista quarantenne divorziata.

## Personaggi e interpreti
- Gerdi Angerpointner, interpretata da Senta Berger.
- Herbert, interpretato da Michael Roll.
- la madre di Gerdi, interpretata da Susi Nicoletti.

## Produzione
La serie, ideata e diretta da Michael Verhoeven, fu prodotta da Sentana Filmproduktion e Zweites Deutsches Fernsehen. Le musiche furono composte da Arno Steffen e Lydie Auvray.

## Distribuzione
La serie fu trasmessa in Germania dal 12 novembre 1989 al 10 marzo 2004 sulla rete televisiva ZDF. In Italia è stata trasmessa con il titolo La signora col taxi.

## Episodi
| Stagione         | Episodi | Prima TV Germania |
| ---------------- | ------- | ----------------- |
| Prima stagione   | 6       | 1989              |
| Seconda stagione | 6       | 2004              |